# Bernhard Blumenkranz
Bernhard Blumenkranz, né à Vienne le 12 juin 1913 et mort le 4 novembre 1989, est un historien français, spécialiste de la communauté juive en France et en Occident. Ses travaux, à partir des années 1960, ont influencé les recherches sur l'histoire du peuple juif au Moyen Âge.

## Biographie
Né en Autriche dans une famille juive orthodoxe originaire de Pologne, mais non pratiquant, Bernhard Blumenkranz s'intéressa très tôt au sionisme. Il quitta son pays pour aller étudier en France. 
Qualifié d'"ennemi" à raison de sa nationalité autrichienne, il fut interné  au camp de Gurs pendant la Seconde Guerre mondiale. Il réussit à s'en évader et termina ses études en Suisse, à Bâle, où il présenta sa thèse de doctorat de théologie consacrée à saint Augustin : Die Judenpredigt Augustins (« Le sermon aux juifs d'Augustin : Une contribution à l'histoire des relations judéo-chrétiennes dans les premiers siècles »). Il revint ensuite s'établir en France, où il entra au CNRS et publia une thèse de doctorat d'État en histoire, effectuée sous la direction d'Henri-Irénée Marrou : Juifs et chrétiens dans le monde occidental, 430-1096.
Fondateur de la Commission française des archives juives en 1961, Bernhard Blumenkranz créa en 1971 l’équipe de la « Nouvelle Gallia judaica » au CNRS, où il était directeur de recherche de classe exceptionnelle. Créateur de la collection « Franco-Judaica » (aux éditions Privat puis aux Belles Lettres), ayant pour objet la publication des travaux de chercheurs sur l'histoire des Juifs en France, et comptant parmi les initiateurs de la recherche sur les relations entre juifs et chrétiens, il fut le premier à envisager ces rapports à travers l'iconographie dans ses travaux.
Il enseigna également à l'École pratique des hautes études et à l'université Paris 3 - Sorbonne Nouvelle, ainsi qu'à l'Institut international d'études hébraïques (Paris 6e) pour la formation de rabbins et d'enseignants du judaïsme libéral (réformé). Bernhard Blumenkranz était l'un des participants des colloques de Fanjeaux, consacrés à l'histoire des religions.
En 1983, l’Académie française lui décerna le prix Eugène-Piccard pour l'Histoire de l’État d’Israël

## Publications
- Perfidia (sur le sens du terme Perfidia chez des auteurs du Ve au XIe siècle), Archivium Latinitatis medii Aevi, Bulletin du Cange, 1952, t. XXII en ligne.
- Juifs et chrétiens dans le monde occidental, 430-1096, éd. Mouton et Cie, Paris et La Haye, 1960 ; rééd.Peeters, Paris-Louvain, 2006 (préface de Gilbert Dahan) Recension en ligne dans Archive des sciences sociales des religions.
- Bibliographie des Juifs de France, 1961
- Les Auteurs chrétiens latins du Moyen Âge sur les juifs et le judaïsme, éd. Mouton, Paris, 1963 ; réed. Peeters, Paris-Louvain, 2007 (préface de Gilbert Dahan)
- Le Juif médiéval au regard de l'art chrétien, Paris, Études augustiniennes, 1966
- Histoire des Juifs en France (dir.), éditions Privat, Toulouse, 1972, 478 pages Recension en ligne dans Annales. Économies, Sociétés, Civilisations
- Les Juifs et la Révolution française (sous la direction de Bernhard Blumenkranz et Albert Soboul), 1976, 231 pages
- Écriture et image dans la polémique antijuive de Matfre Ermengaud, dans Juifs et judaïsme de Languedoc, Cahiers de Fanjeaux, 12, 1977, p. 295-318.
- Conclusion, dans Juifs et judaïsme de Languedoc, Cahiers de Fanjeaux, 12, 1977, p. 387-392.* Le grand Sanhédrin de Napoléon, (sous la direction de Bernhard Blumenkranz et Albert Soboul), éd. Privat, 1979.
- Art et archéologie des Juifs en France médiévale, éditions Privat, Toulouse, 1980, 392 pages.